# Katarina Karnéus
Katarina Esmé Marie Karnéus (Stockholm, 26 novembre 1965) est une chanteuse d'opéra mezzo-soprano suédoise. Après avoir remporté le concours BBC Cardiff Singer of the World et est active dans les principaux théâtres d'opéra du monde, tels que le Metropolitan Opera et l'Opéra de Paris.

## Biographie
Katarina Karnéus naît à Stockholm d'une mère anglaise, qui, après avoir passé trente ans en Suède, est retournée en Angleterre en 1987.
Elle étudie au Trinity College of Music de Londres, où elle se produit, notamment dans Miss Donnithorne’s Maggot de Maxwell Davies et Thérèse de Tavener et ensuite au National Opera Studio à Londres, parrainé par l'Opéra du Pays de Galles. Lors de son audition à l'Opéra Studio, le directeur général de l'Opéra du Pays de Galles arrange pour elle une participation à la Cenerentola, lors de tournée dans de petits théâtres, au Pays de Galles. Toutefois, lorsque le rôle principal de la compagnie est tombé malade, elle chante le rôle-titre, dans l'opéra de  Rossini, alors que la mise en scène est achevée et à quelques jours du spectacle.
Elle remporte le concours Cardiff Singer of the World, en 1995, qui lance immédiatement sa carrière internationale. Les années suivantes, elle joue dans Salomé à Chicago, Varvara dans Káťa Kabanová à New York, Dorabella à Glyndebourne, Rosina à l'Opéra-Comique à Paris et Mercédès dans Carmen à l'Opéra Bastille.

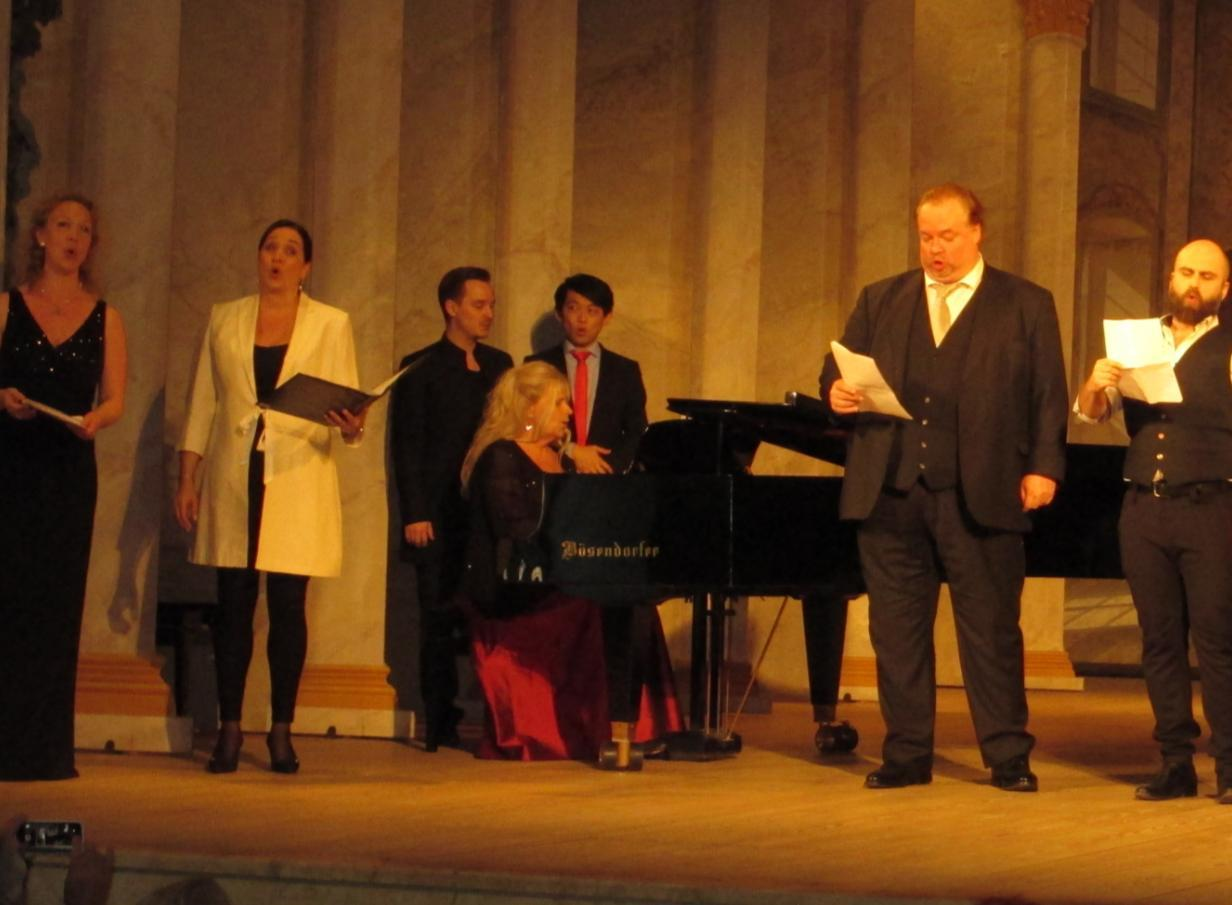
Karnéus (deuxième à partir de la gauche) pour un hommage en commun à Kjerstin Dellert et l'Ulriksdals Slottsteater, lors du jubilé de ses 40 ans, en 2016.

Elle fait ses débuts au Metropolitan Opera, le 2 janvier 1999, dans le rôle de Varvara, dans Káťa Kabanová et ensuite, Olga dans Eugène Onéguine, Siebel dans Faust, Chérubin dans Le nozze di Figaro et le rôle de Rosina dans Il barbiere di Siviglia. En 1999 également, elle fait ses débuts au Bayerische Staatsoper dans  Annio de La clemenza di Tito et y retourne en 2000 pour incarner Sesto dans le même opéra, et de nouveau en 2001, pour Sesto et Dorabella dans Così fan tutte.
Elle travaille en 1999 avec son professeur Noelle Barker, en vue de sa première Octavian dans Der Rosenkavalier, à Cardiff en juin 2000.
La percée de Karnéus dans son pays natal, la Suède, est en 2002, dans Octavian à Opéra de Göteborg. Mais ses débuts à l'Opéra Royal de Stockholm doivent attendre 2009, lorsqu'elle incarne le rôle-titre de l'opéra de Haendel,  Xerxès. Parmi ses autres apparitions à l'opéra, notons, La Monnaie à Bruxelles et l'Opéra des Pays-Bas (dans Cherubino) ; le Festival de Glyndebourne (dans Dorabella) ; l'Opéra de Paris (avec Dorabella et Meg Page dans Falstaff) ; l'Opéra-Comique (dans Rosina et le rôle-titre de Carmen) ; le Welsh National Opera (dans Octavian, Sesto et Angelina dans La Cenerentola, Rosina, Cherubino et le rôle-titre de l'Orfeo ed Euridice de Gluck) ; et également au Théâtre du Châtelet à Paris (dans le rôle-titre de La Belle Hélène et Sesto dans Giulio Cesare).
Katarina Karnéus est également active par le concert et le récital de chant, au niveau international. Parmi ses engagements, elle s'est produite aux Proms de Londres, aux festivals de Salzbourg et Édimbourg, a donné un concert au Palais de Buckingham avec Franz Welser-Möst, des concerts avec Seiji Ozawa à Tanglewood, La mort de Cléopâtre de Berlioz au Concertgebouw d'Amsterdam, les Gurrelieder de Schoenberg à Düsseldorf et Le songe de Gerontius d'Elgar à Madrid et Barcelone. Depuis 1995, elle chante régulièrement en récital au Wigmore Hall de à Londres et son premier récital à New York date de en 2001, au Lincoln Center. Ensuite elle s'est produite en récitals solo à Washington et Bruxelles,,. En 2010, elle est la soliste lors de la cérémonie de remise des prix des Prix Nobel, où elle interprète « L'Amour vient rendre à mon âme » de l'Orfeo ed Euridice de Gluck dans la version de Berlioz et « Non più mesta » extrait de La Cenerentola de Rossini.
Katarina Karnéus est engagée par l'Opéra de Göteborg pour une période de cinq ans à partir de la saison 2012-2013. Pendant l'été 2013 et 2014, elle se produit à l'opéra de Stålboga Elle vit à Lidingö, près de Stockholm.
En septembre 2015, elle chante lors de la création de Notorius d'Hans Gefors, à l'Opéra de Göteborg

## Prix et récompenses
- 1992/93 : elle reçoit le prix d'Opera Magazine (en suédois : Tidskriften Opéra)[13]
- 1994 : Bourse Christine Nilsson de l'Académie Royale de musique (Suède)
- 1995 : Remporte le concours biennal de la BBC Cardiff Singer of the World[14]
- 2010 : Remporte le Grammy Award du Meilleur Album Classique et le Grammy Award de la Meilleure interprétation Chorale avec Mahler : Symphonie n ° 8 (soliste mezzo) ; (San Francisco Symphony 60021) avec l'Adagio de la Symphonie n° 10[15]

## Discographie
- Lieder : R. Strauss, Mahler, Marx (EMI Classics 5 73168 2)
- Mélodies de Sibelius (Hyperion CDA 67318)
- Mélodies de Grieg - Julius Drake, piano (Hyperion CDA67670)
- Szymanowski, Chants de la Princesse des contes de fées (EMI Classics 3 64435 2)
- Debussy, Syrinx ; Bilitis ; La plus que lente ; Ravel, Chansons madécasses (Katarina Karnéus) ; Prokofiev, sonate pour Flûte (EMI 5 56982 2)
- Schreker, Œuvres orchestrales. vol. 2. Fünf Gesänge : Ur Tusen och fr natt, texte E. Ronsperger (Chandos CHAN 9951)
- Mahler, Lieder avec orchestre (SACD BIS BISSACD 1600)
- Berlioz, Les Nuits d'été et ouvertures Le corsaire, Le carnaval romain, ouverture, La roi Lear ouverture - Orchestre Symphonique de la BBC, dir. Vassili Sinaïski (BBC)
- Beethoven, Symphonie n° 9 - Neal Davies, Helena Juntunen, Katarina Karneus - Chœur et orchestre du Minnesota, dir. Osmo Vänskä (SACD, BIS SACD1616)
- Mercadante, I Normanni a Parigi (extraits) - Philharmonia Orchestra, dir. Stuart Stradford (Opera Rara ORR249)
- Donizetti, Rita (Deux hommes et une femme). The Hallé orchestra, dir. Mark Elder (Opera Rara ORC50)